# Büşra Pekin
Elif Büşra Pekin (* 30. Juni 1982 in Saudi-Arabien) ist eine türkische Theater- und Soapdarstellerin und Autorin.

## Biografie
Elif Büşra Pekin wurde am 30. Juni 1982 in Saudi-Arabien geboren. Ihre Familie mütterlicherseits stammt aus Ankara und ihre Familie väterlicherseits kommt aus Thessaloniki. Sie wuchs selber in Izmir auf. An der Dokuz Eylül Üniversitesi (Universität des 9. September) hat sie Theaterwissenschaften studiert.
Ihr Debüt gab sie 2002 in der Fernsehserie En Son Babalar Duyar. Seit 2005 spielt Pekin in der von Yılmaz Erdoğan gegründeten BKM Mutfak-Theatergruppe mit. 2007 bekam sie in dem Film Kutsal Damacana die Hauptrolle. Von 2008 bis 2010 war sie in Çok Güzel Hareketler Bunlar zu sehen. 2009 spielte sie in dem Film Neşeli Hayat mit. Zudem gewann Pekin die Auszeichnung Sadri Alışık Ödülleri als Beste Nebendarstellerin. 2022 wurde sie für den Film Dilberay gecastet.
Von 2012 bis 2019 war sie mit dem türkischen Sänger und Musikproduzenten Ersay Üner zusammen.

## Singles
- 2019: Sen Olsan Bari
- 2024: İnsan (mit Genco Arı)
- 2025: Gurur

## Filmografie
- 2002: En Son Babalar Duyar
- 2005: Organize Işler
- 2006: Fırtına
- 2006: Bir Demet Tiyatro
- 2007: Kutsal Damacana
- 2008: Sınıf
- 2008: Çok Güzel Hareketler Bunlar
- 2009: Neşeli Hayat
- 2010: Çok Filim Hareketler Bunlar
- 2011: Geniş Aile
- 2012–2013: İşler Güçler
- 2012: Mutlu Aile Defteri
- 2014: Hadi İnşallah
- 2014: Mucize
- 2020: Bayi toplantısı
- 2022: Dilberay
- 2023: Çok Aşk
- 2024: Bahar